# Oxtjärnarna (Färnebo socken, Värmland)
Oxtjärnarna är en sjö i Filipstads kommun i Värmland och ingår i Göta älvs huvudavrinningsområde.